# George Horne
George Horne (Dundee, 12 maggio 1995) è un rugbista a 15 britannico, internazionale per la Scozia, che gioca come mediano di mischia nei Glasgow Warriors. È il fratello minore di Peter Horne, anche lui rugbista internazionale per la Scozia.

## Biografia
Horne entrò a far parte dei Glasgow Warriors nel 2015, ma al primo anno la franchigia scozzese lo cedette in prestito al London Scottish, squadra impegnata nell'RFU Championship, per fare esperienza. Reduce da tutta la trafila delle nazionali giovanili scozzesi, nel dicembre 2016 iniziò a giocare nella Scozia VII partecipando al Dubai Sevens.
Durante la stagione 2017-18 le sue presenze in campo con il club cominciarono a diventare più consistenti e nel giugno 2018 arrivò la prima convocazione nella Scozia, in occasione di un test match contro gli Stati Uniti disputato a Houston e perso 30-29. Nel successivo test match contro l'Argentina, facente parte del tour delle Americhe, segnò due mete nella partita che terminò 44-15 in favore degli scozzesi. Fu inserito nella formazione che disputò la Coppa del Mondo di rugby 2019 e durante la competizione, nel corso della fase a gironi, segnò una meta contro la Georgia e realizzò una tripletta contro la Russia.

## Palmarès
- United Rugby Championship: 1
Glasgow Warriors: 2023-24